# Maracatu

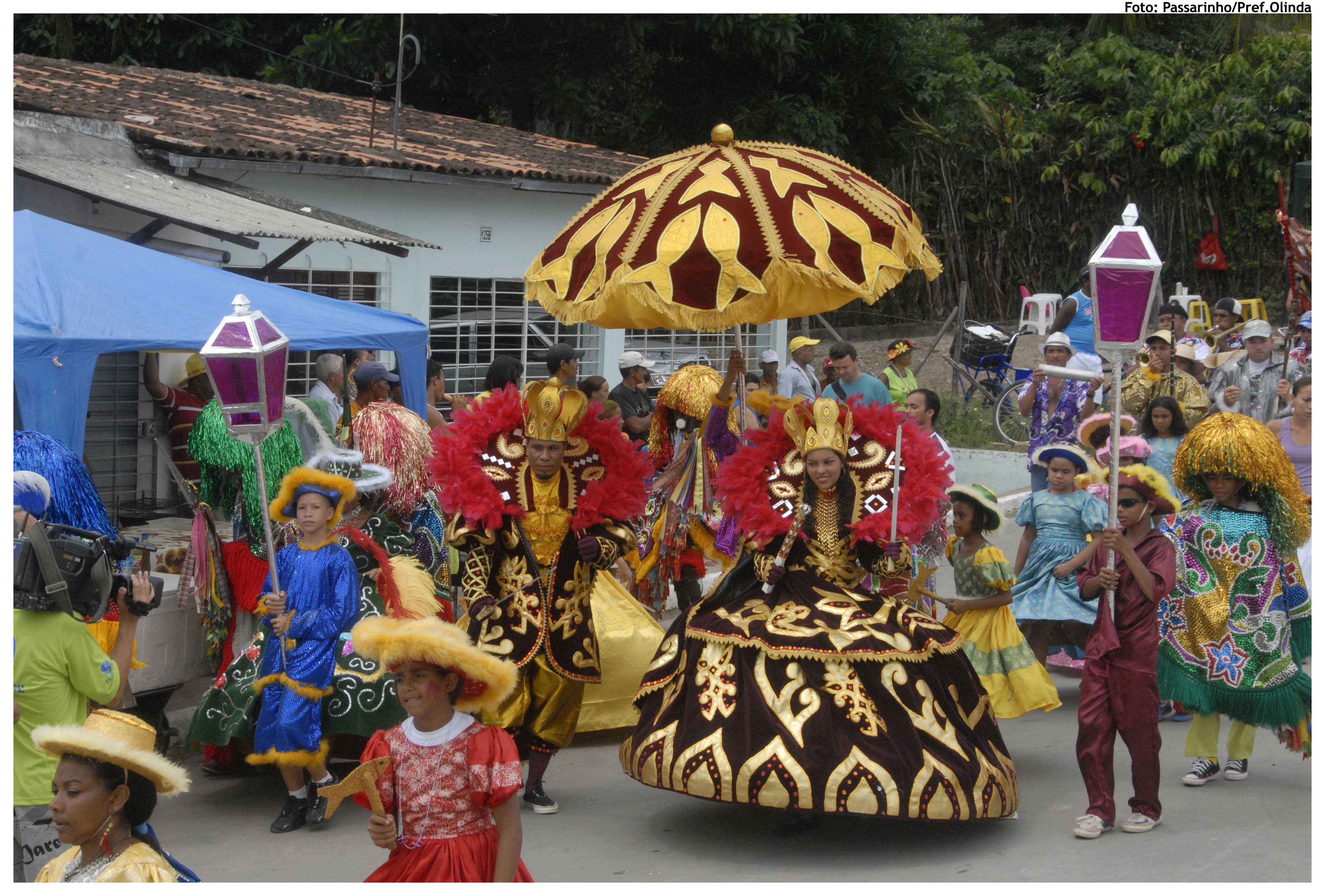
Maracatu Umzug

Der Maracatu ist ein brasilianischer Musikstil aus Pernambuco. 

## Herkunft und Geschichte
Er geht auf traditionelle afrikanische Musikformen zurück und fand durch die afrobrasilianischen Sklaven Verbreitung. Durch diese Tradition ist er dem Samba verwandt.
In den Städten Recife und Olinda, im Herzen des brasilianischen Bundesstaates Pernambuco, entwickelte sich der Maracatu aus der Musik und der Tradition der aus Afrika stammenden Sklaven.
Erste Verbreitung fand er im Bundesstaat Bahia, dessen afrikanische Wurzeln noch heute verglichen mit dem Rest Brasiliens am sichtbarsten sind. Vom Hafen Porto-Novo im damaligen Königreich Dahomey mit seiner Hauptstadt Abomey (heute Benin) exportierten die Portugiesen seinerzeit Angehörige der Stämme der Fon, Nagô, Yoruba, Adja, Ewe und Mina nach Südamerika, und mit den Sklaven kamen auch die Orisha-Kulte der Yoruba nach Brasilien. Gemischt mit den Religionen der Stämme Zentralafrikas entwickelte sich daraus der Candomblé, das brasilianische Pendant des Voodoo, weshalb der Maracatu bis heute enge Verbindungen mit dieser afrobrasilianischen Religion und dessen Musik hat. Die meisten Gesänge und Gebete werden dabei sowohl im Candomblé wie auch im haitianischen Voodoo und in der kubanischen Santería in Yoruba, Nago oder Goun, einer weiteren ostafrikanischen Sprache, überliefert. 
Der Maracatu ist eng mit dem Karneval verknüpft, ein Beispiel hierfür ist der Tanz Bumba-meu-boi im Landesinneren Pernambucos. In dieser Zeit war den Sklaven erlaubt, ihre Traditionen und Religion öffentlich zu leben, hier wurde nun eine Krönungszeremonie ihres Königs und der Königin zelebriert. Mit den abgelegten barocken Kleidern der Portugiesen wurden die Teilnehmer des Umzuges ausstaffiert. König und Königin werden von ihrem Hofstaat begleitet: Grafen, Baronen, Herzogen, Botschaftern, ihren Damen, Standartenträgern, Schirmträgern, Lanzenträgern, Trommlern und Sängern und den Hofdamen. Die Dama-de-paço, die oberste Hofdame, trägt während des Umzugs eine Puppe, die calunga genannt wird. Die Puppe symbolisiert die Ahnen, die verstorbenen Königinnen.
Maracatu ist nicht nur eine Gattungsbezeichnung für diese Art Musik, gleichzeitig nennt sich die soziale Gruppe der Musiker und Tänzer mit ihrer Königin "Maracatu". Die traditionellen Gruppen, deren Königin im Candomblé geweiht ist und die Traditionen weitergibt, nennen sich zusätzlich Nação, z. B. Maracatu Nação Estrela Brilhante, Maracatu Nação Leão Corroado. Die älteste noch existierende Gruppe, Maracatu Nação Elefante, wurde vor mehr als hundert Jahren in Recife gegründet.

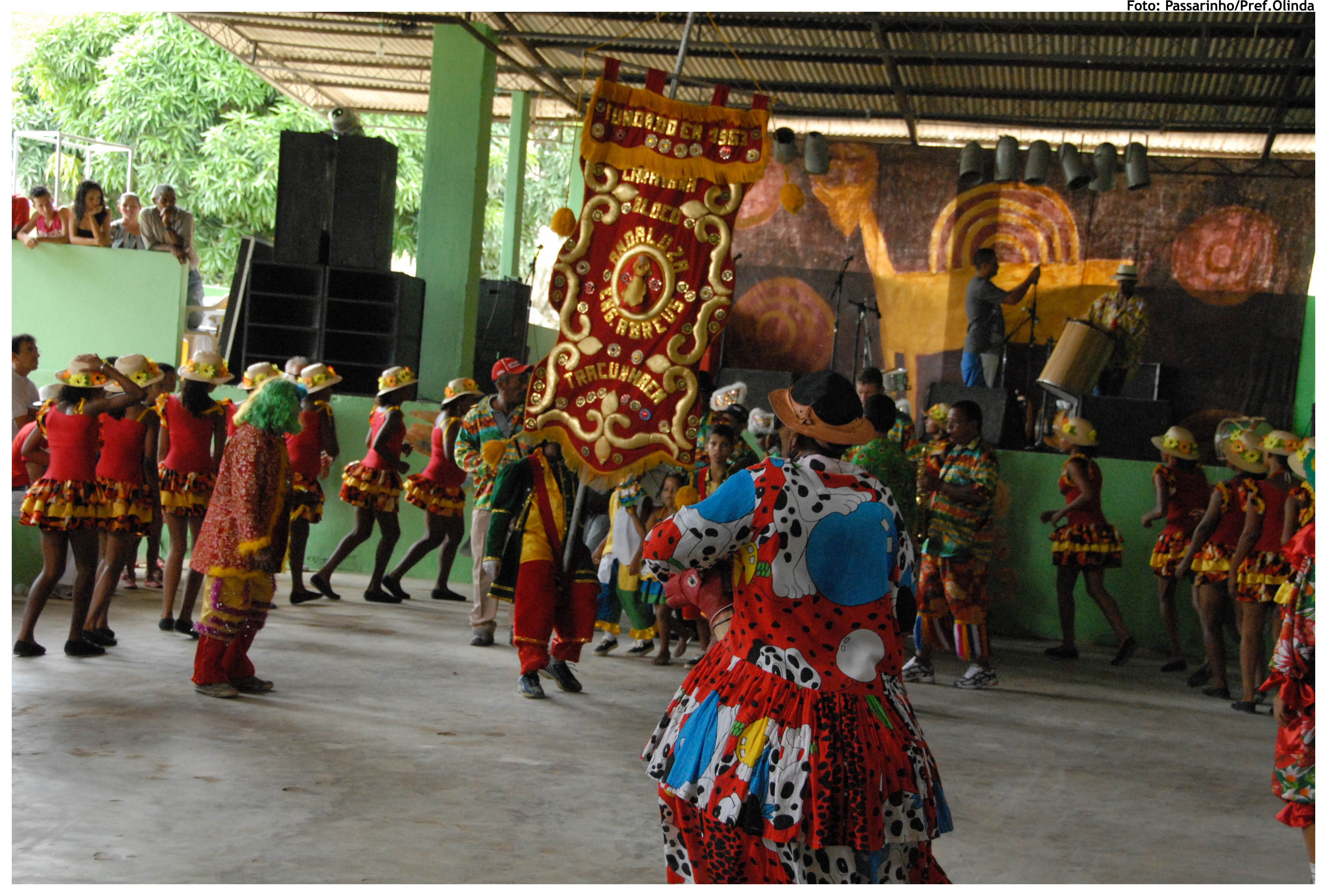
Maracatu Encontro

In sogenannten „Encontros“ (portugiesisch für Zusammenkünfte) treffen sich auf nationaler oder internationaler Ebene verschiedene Maracatugruppen zu Seminaren bei den „Mestres“ (portugiesisch für Meister) und zu gemeinsamen Auftritten.

## Instrumente

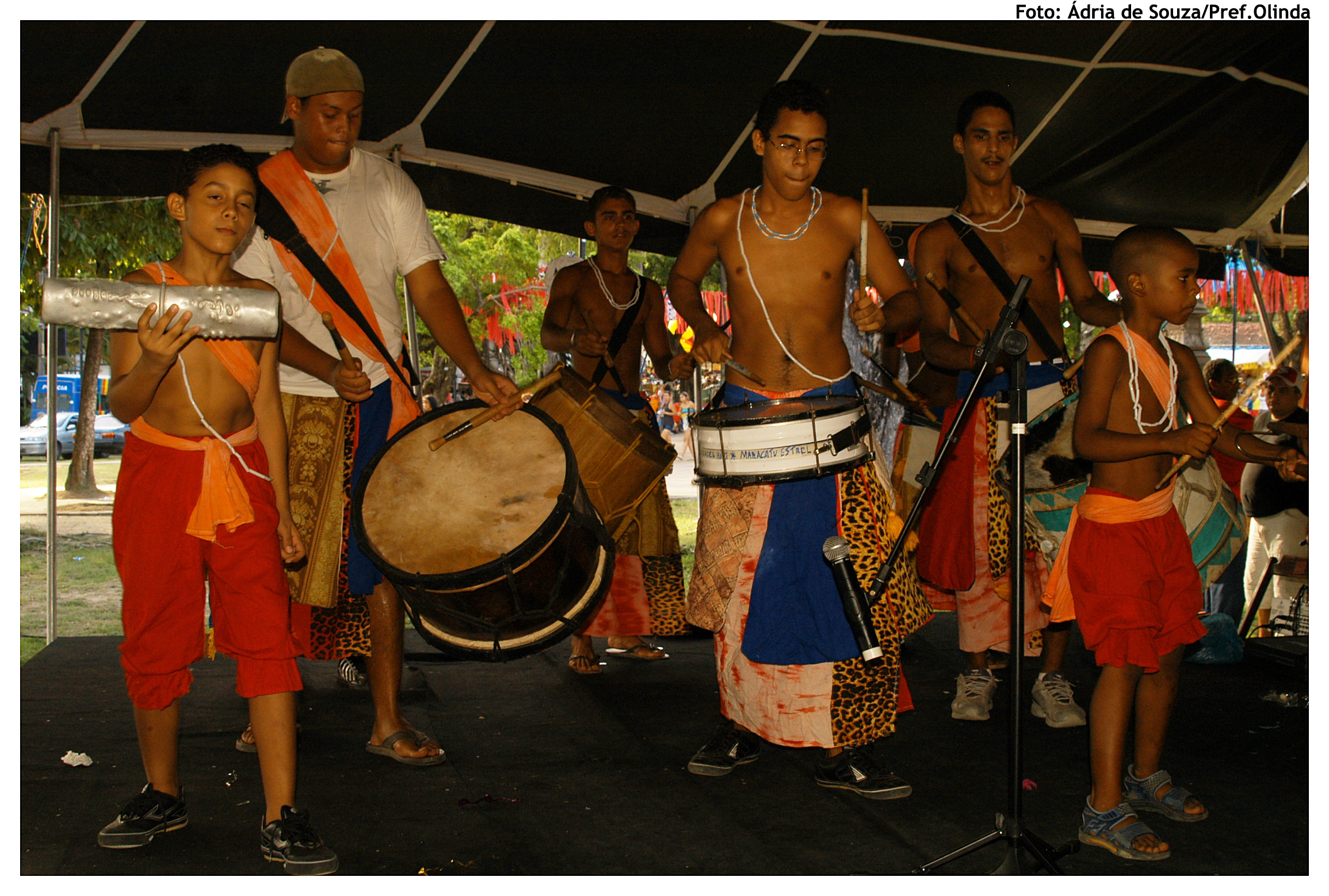
Maracatu Instrumente

Seit dem 17. Jh. wird der Maracatu in der heutigen Form und mit folgenden Instrumenten gespielt: 
- Die Gongue (afrikanische Glocke) gibt den Ton an,
- die Caixas (Marschtrommeln) und die kleineren Tarols bilden zusammen mit den
- Ganzas (Shaker) und Shekeres den Rhythmusteppich, und die
- Alfaias und Bombos, die tiefen Holztrommeln, spielen die verschiedensten Toques (Rhythmusvariationen).

## Musik
Die traditionellen Gruppen spielen den Maracatu de baque virado, den Maracatu mit dem gedrehten Schlag. Vor etwa 50 Jahren hat sich eine neue Art Maracatu entwickelt, die heute vor allem im Interior, dem Landesinneren gespielt wird. Diese heißt Maracatu rural, ländlicher Maracatu. In dieser Besetzung tragen die Musiker bis 40 kg schwere Kostüme mit Glocken am Rücken und paillettenbestickte Umhänge.
Gesang ist ein weiterer wichtiger Gesichtspunkt beim Maracatu. Der mestre, der Leiter, fungiert als Vorsänger, dem ein Chor antwortet. Im Maracatu Rural wird abwechselnd gesungen und getrommelt, beim Maracatu de baque virado beginnt der Vorsänger mit einer bis zwei Strophen, dann setzen die Trommeln ein. Die traditionellen Lieder besingen die eigene Herkunft aus Afrika, die Ahnen, die Königinnen, aber auch die noch immer vorhandene soziale Ungleichheit.